# Cistită
Cistita este o inflamație a vezicii urinare, un organism dedicat colectării urinei. Se poate produce în legătură cu o uretrită: se poate vorbi aici, de asemenea, uretrocistite. În cele mai multe cazuri , cistita se datorează infecției bacteriene de Escherichia coli , într-un număr mai mic de cazuri se datorează altor bacterii , cum ar fi Proteus , Klebsiella Pseudomonas , Staphylococcus saprophyticus și Staphylococcus aureus , dar apar și pentru infecții virale sau infecții fungice , medicamente și produse chimice toxice , instrumente , rinichi , cancerului vezicii urinare.
Cistita afecteaza mai mult femeile, deoarece uretra lor este mai scurtă (aproximativ 4cm) decât cea al bărbaților (aproximativ 20 cm) , iar apoi este mai mare pentru femei riscul de contaminare cu bacterii fecale , care poate mult mai ușor de depistat uretra la vezica urinara . Se estimează că aproximativ 25 % din femeile adulte sufera de cistita cel puțin o dată pe an.
În special, incidența variază cu vârsta : este foarte scăzut de până la 20 de ani . Probabilitatea de cistita recurente crește cu creșterea numărului de cazuri anterioare , în timp ce scade mai este intervalul dintre una și cealaltă cistita .
Factorii de risc pentru cistita la femei pot fi diferite : vârsta, sexul (care favorizează trecerea bacteriilor patogene in vagin , uretra si apoi în cele din urmă în vezica urinara), constipație, utilizarea diafragmei și creme spermicide. Factorii de risc pentru om sunt adesea atribuite hipertrofie, sau inflamatie a prostatei.
In sensibilitate suprapubiană. În caz de uretrita se adaugă disurie , stranguria , frecventa urinara , piurie , hematurie . Alte simptome ale cistitei sunt durere la urinare , urinare frecventa si de urgenta , urina tulbure si uneori ( in cazurile cele mai acute ), însoțită de prezența sângelui ( în acest ultim caz vorbim de cistită hemoragică ) .
Tratamentul de alegere este antibiotic , și trebuie să fie prescris de către medicul dumneavoastră , care vă poate cere să efectuați o midstream urocultura cu posibila susceptibilitate la alegerea medicamentului antibacterian cel mai adecvat . Ia 1.5-2 litri de apa pe zi . Apa poate fi însoțită de luarea suc de afine , afine , care a fost dovedit a avea antibacteriene bune abilități și de curățare .
Alte remedii care par anecdotic eficiente, dar pana in prezent nici un proces clinic : manoza , infuzii de nalba , coada-calului și canapea iarba , enzime lapte orale si vaginale ( variind de a restabili echilibrul florei bacteriene din vagin , care este pierdut intestinale ) , utilizarea unui lubrifiant vaginal specific pentru reducerea uscăciunii vaginale , magneziu pentru a reduce spasme musculare și cauza dureroasă și consecință a mai multor cistita .

## Cauze
Cistita este provocată de o infecție bacteriană, care se declanșează atunci când bacteriile „vinovate” ajung în vezica urinară și o împiedică să își îndeplinească funcțiile. Aceste bacterii pătrund în organism prin uretră și provin în general din zona vaginală sau din intestine, cel mai frecvent diagnosticata prin urocultura fiind Escherichia Coli. O altă cauză frecventă este igiena precară, care permite bacteriilor din zona anală să ajungă în dreptul uretrei. De asemenea, litiaza urinara poate genera lezarea mucoasei uretrei sau vezicii si inmultirea germenilor existenti in mod natural in vezica si caile urinare.
Deshidratarea stă și ea deseori la baza cistitei, fiindcă un consum mic de lichide împiedică eliminarea completă a bacteriilor din rinichi și vezică.
Cistitele sunt frecvente și în cazul femeilor însărcinate, deoarece sarcina presează vezica urinară, care se golește incomplet, dar și în cazul femeilor aflate la post-menopauză, din cauza nivelului scăzut de estrogen.
Cistita poate fi prevenită prin menținerea unei igiene corecte, purtarea lenjeriei intime din bumbac, contactul sexual protejat și hidratarea corespunzătoare.

## Simptome
Cistita se manifestă prin:
- nevoie frecventă de a urina
- durere sau usturime la urinare
- cantitate mică de urină eliminată de fiecare dată
- urină de culoare închisă, tulbure și uneori cu sânge
- urină cu un miros înțepător
- disconfort și dureri abdominale
- durere în timpul actului sexual
- lipsă de energie, stare generală proastă
- febră

## Diagnostic și tratament
Diagnosticul cistitei se acordă în urma unor investigații, pentru care puteți primi trimitere de la medicul generalist sau de familie: sumarul de urină și urocultura vor evidenția prezența anumitor bacterii în urină, iar o ecografie de abdomen inferior va evidenția dacă există inflamații la nivelul vezicii urinare.
Tratamentul constă în antibiotice, prescrise în funcție de bacteriile depistate în urma analizelor. Antibioticul va fi însoțit de antiinflamatoare și eventual suplimente naturale care să favorizeze eliminarea bacteriilor. Trebuie să beți multe lichide, peste 3 litri de apă pe zi, să vă odihniți și să vă protejați de frig și umezeală.

## Complicații
Infecțiile urinare pot fi rareori „duse pe picioare”, din cauza simptomelor supărătoare care nu pot fi trecute cu vederea. Există însă și cazuri în care infecția trece de vezica urinară și urcă până în rinichi. Pacientul va resimți dureri acute de spate și dureri în special în zona rinichilor, însoțite de febră și stare generală proastă.